# Elizabeth Harvest
Pour plus de détails, voir Fiche technique et Distribution.
Elizabeth Harvest est un film américain réalisé par Sebastian Gutierrez, sorti en 2018.

## Synopsis
Elizabeth est une jeune mariée qui arrive avec son mari, le brillant Dr Henry Kellenberg, dans leur splendide  villa. Ils filent le parfait amour, mais le mari lui interdit d’entrer dans une pièce de son laboratoire souterrain. Lors d'une de ses absences, elle ouvre la porte de la pièce  interdite et y découvre  des clones d’elle-même. Terrifiée, réalisant qu’elle est un clone, elle tente de  fuir mais le scientifique  revient  et la tue, puis l’enterre avec l’aide de ses étranges domestiques. L’Élisabeth  suivante,  la numéro  6, suit le même  parcours  mais  parvient  à  tuer le scientifique... 

## Fiche technique
- Titre original : Elizabeth Harvest
- Réalisation :	Sebastian Gutierrez
- Scénario :  Sebastian Gutierrez
- Photographie :  Cale Finot
- Montage :  Matt Mayer
- Musique :  Faris Badwan, Rachel Zeffira
- Direction artistique :  Francisco Arbeláez, Nick Cause
- Conception de production : Diana Trujillo
- Décors :  Juliana Barreto Barreto, Tatiana Dulcey
- Costumes :  Camila Olarte
- Producteurs :  Fred Berger, Leon Clarance, Sebastian Gutierrez, Brian Kavanaugh-Jones
- Producteur associé : Guy Botham
- Coproducteur : Sandra Yee Ling
- Producteurs exécutifs : Nicolas Chartier, Jonathan Deckter, Laure Vaysse
- Sociétés de production :  AG Studios, Automatik Entertainment, Motion Picture Capital, Voltage Pictures (en)
- Société de distribution :  IFC Films (États-Unis)
- Pays de production :  États-Unis
- Format : Couleurs - 2,35:1
- Genre : Thriller, Film de science-fiction
- Durée : 105 minutes
- Dates de sortie : 
  - États-Unis : 10 mars 2018 (South by Southwest Film Festival) | 10 août 2018 (sortie nationale)
  - Allemagne : 7 septembre 2018 (Berlin Fantasy Filmfest)
  - Italie : 1er novembre 2018 (Trieste Science+Fiction Festival)
  - France : 16 décembre 2018 (internet)

## Distribution
- Abbey Lee : Elizabeth
- Ciarán Hinds : Dr Henry Kellenberg
- Carla Gugino : Claire
- Matthew Beard : Oliver
- Dylan Baker : Logan